# دانشگاه سیدنی

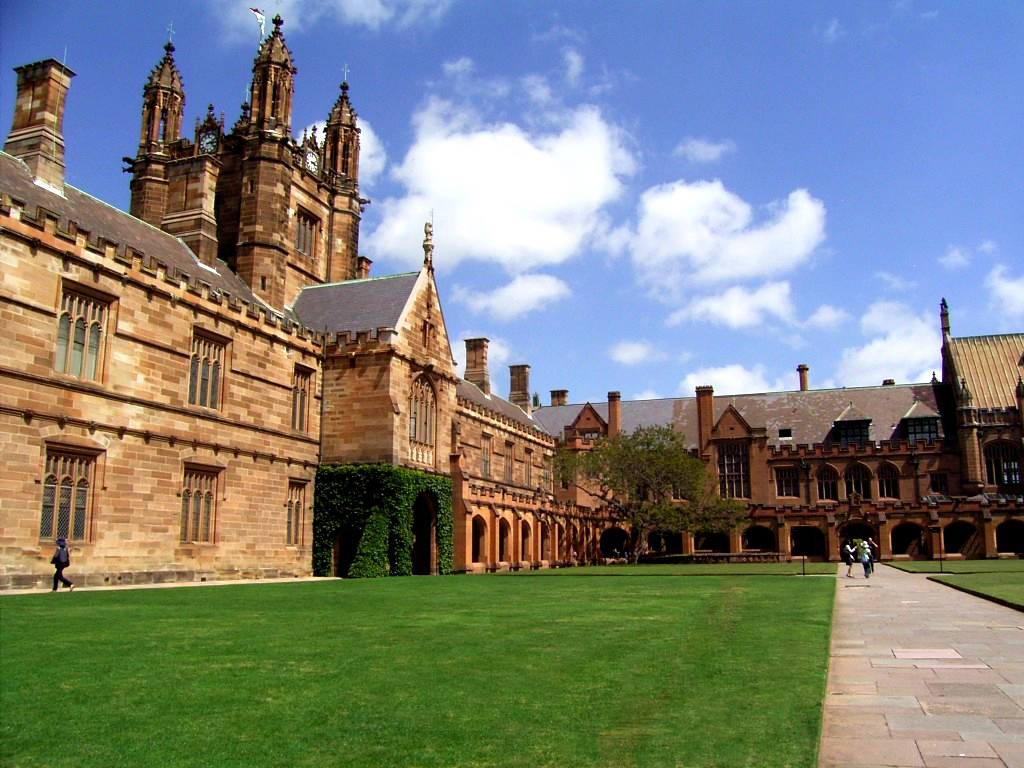

دانشگاه سیدنی (به انگلیسی: University of Sydney) یک دانشگاه تحقیقاتی دولتی در سیدنی واقع در ایالت نیوساوت ولز استرالیا است که در سال ۱۸۵۰ میلادی بنیان‌نهاده شده‌است.
امروزه این دانشگاه با داشتن تنوع در رشته‌های تحصیلی و بهره‌مندی از کادر مجرب و کارآزموده، استادان و محققان، دانشجویان زیادی را از سراسر نقاط دنیا به خود جذب می‌نماید. دانشگاه سیدنی با توجه به قرار گرفتن در شهر زیبا و مدرن سیدنی، توان مالی در زمینه تحقیقاتی بسیار بالا و قرار گرفتن در میان ۵۰ دانشگاه برتر جهان از لحاظ علمی و اعتباری یکی از بهترین دانشگاه‌های استرالیا و حتی جهان بوده و ترکیبی از دانشجویان از حدود ۷۰ کشور جهان در آن مشغول به تحصیل و پژوهش هستند. از جمله رشته‌هایی که در این دانشگاه تدریس می‌شود می‌توان: کشاورزی، تغذیه، منابع طبیعی، هنر، معماری، اقتصاد و بازرگانی، مهندسی، حقوق، پزشکی، دندان‌پزشکی، پرستاری، داروسازی، علوم، دام‌پزشکی و موسیقی را نام برد. این دانشگاه در طول تحصیل خدمات ارزنده‌ای به دانشجویان ارائه می‌نماید و آن‌ها را در امر ادامهٔ تحصیل تشویق می‌کند.

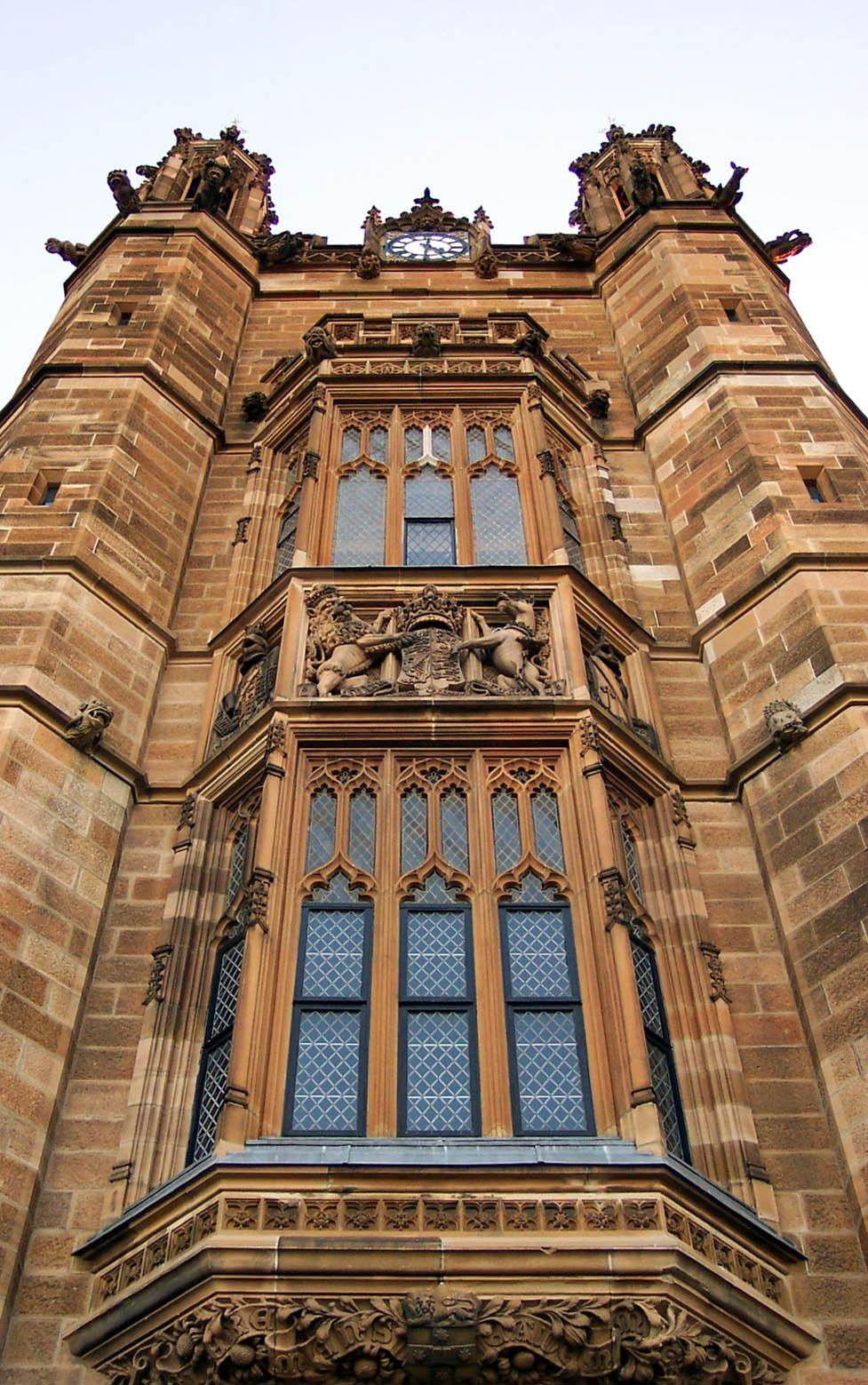

این دانشگاه افتخار آن را دارد که عنوان اولین دانشگاه ساخته شده در استرالیا را داشته باشد. در سال ۱۸۵۰ میلادی (۵۷ سال قبل از انقلاب مشروطه ایران) در ایالت New South Wales واقع در جنوب شرقی استرالیا در شهر سیدنی ساخته شده‌است. این دانشگاه عضو گروه هشت (دانشگاه‌های مطرح استرالیا)، عضو AC۲۱ (شبکه بین‌المللی تعلیم، تحقیق و سازمان‌های صنعتی در آسیا، ایالات متحده و اروپا)، عضو APRU و عضو WUN (شبکه بین‌المللی ۱۶ دانشگاه تحقیقاتی دنیا) می‌باشد.
این دانشگاه در حال حاضر دارای ۹ پردیس بوده و در کل ۱۲ دانشکده در زیر مجموعه خود دارد. اطلاعات دانشجویان خود را با دانشگاه‌های ملبورن و کوینزلند از استرالیا و دانشگاه آکسفورد از بریتانیا مبادله می‌کند. همچنین تجربیات خود را با دانشگاه‌های UCL و ادینبورگ از بریتانیا و دانشگاه هونگ کنگ به اشتراک می‌گذارد. در حال حاضر ۴۵۱۸۲ دانشجو در این دانشگاه مشغول تحصیل می‌باشند که از این تعداد ۳۶۱۹۹ نفر دانشجوی بومی و ۸۹۸۳ نفر دانشجوی بین‌المللی می‌باشند. تعداد ۳۰۵۶ نفر کارمند رسمی در این دانشگاه مشغول کار هستند و همچنین این دانشگاه بیش از ۲۰۰ انجمن دانشجوئی، ۴۰ کلوپ ورزشی و ۳۲۸ آزمایشگاه در حال استفاده دارد.
در سال ۲۰۰۶ از نظر مؤسسه THES جزو ۵ دانشگاه برتر دنیا طبقه‌بندی شده و هم‌اکنون در رده‌بندی مؤسسه QS در رده ۳۸ و در رده‌بندی Times در رده ۵۴ قرار گرفته‌است. ۵ نفر از استادان و فارغ التحصیلان دانشگاه سیدنی تاکنون توانسته‌اند جایزه نوبل را در شاخه‌های مختلف کسب کنند که از این حیث این دانشگاه را نسبت به سایر دانشگاه‌ها در استرالیا بسیار متمایز کرده‌است.

## پردیس

دانشگاه سیدنی

پردیس اصلی دانشگاه سیدنی از سوی دیلی تلگراف و هافینگتن پست در میان ۱۰ دانشگاه زیبای دنیا همچون دانشگاه‌های آکسفورد و کمبریج قرار گرفته‌است. از سال ۲۰۱۶، دانشگاه به منظور احیای مجدد پردیس دانشگاه و افزایش فضای آموزشی برای دانشجویان یک سرمایه‌گذاری بزرگی را شروع کرده‌است.
پردیس خیابان مالت (Mallett): دانشکده پرستاری سیدنی در پردیس خیابان Mallett قرار دارد.
پردیس کامبرلند (Cumberland campus): در این پردیس دانشکده علوم بهداشت که شامل بسیاری از رشته‌ها مانند:فیزیوتراپی، آسیب‌شناسی گفتار، پرتو درمانی، کار درمانی و همچنین علوم ورزش و مدیریت اطلاعات سلامت است.

## دانشکده
این دانشگاه شامل ۶ دانشکده و ۳ مدرسه دانشگاه می‌باشد:
- دانشکده هنر و علوم اجتماعی
- مدرسه کسب و کار دانشگاه سیدنی
- دانشکده مهندسی و فناوری اطلاعات
- دانشکده علوم بهداشت
- دانشکده پزشکی
- دانشکده علوم
- مدرسه معماری، طراحی و برنامه‌ریزی سیدنی
- دانشکده موسیقی
- مدرسه حقوق سیدنی

## رتبه‌بندی
بر اساس رتبه‌بندی QS در سال ۲۰۱۹ دانشگاه سیدنی در رتبه ۴۲ برترین دانشگاه‌های جهان و برترین دانشگاه در ایالت نیوساوت ولز و سومین دانشگاه ملی می‌باشد همچنین این دانشگاه از لحاظ شهرت دانشگاهی در رتبه ۲۵ دنیا قرار دارد. در رتبه‌بندی موضوعی، این دانشگاه در ۵ رشته درتبه‌های کمتر از ۵۰ را کسب کرده‌است:
- رتبه ۱۵ در هنر و علوم انسانی
- رتبه ۳۹ در مهندسی و فناوری
- رتبه ۱۵ در پزشکی و علوم زندگی
- رتبه ۴۳ در علوم طبیعی
- رتبه ۱۴ در علوم اجتماعی و مدیریت

در رتبه‌بندی اشتغال فارغ التحصیلان در سال ۲۰۱۹ که توسط مؤسسه QS صورت گرفته‌است این دانشگاه در رتبه ۵ دنیا قرار گرفته‌است. در رتبه‌بندی برترین دانشگاه‌های جهان مؤسسه تایمز در سال ۲۰۱۹ دانشگاه سیدنی استرالیا در رده ۵۹ دنیا و سوم استرالیا قرار دارد.

## نگارخانه

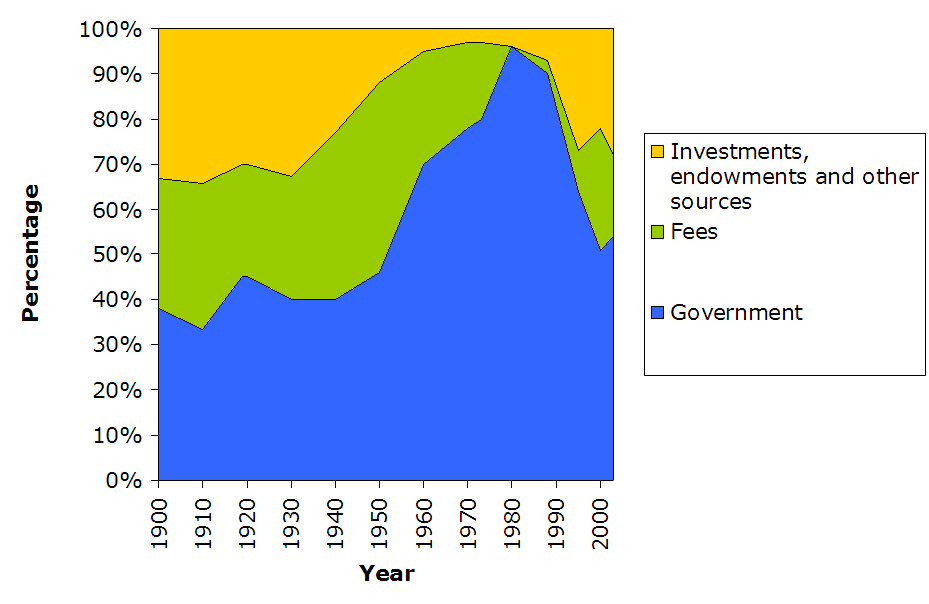
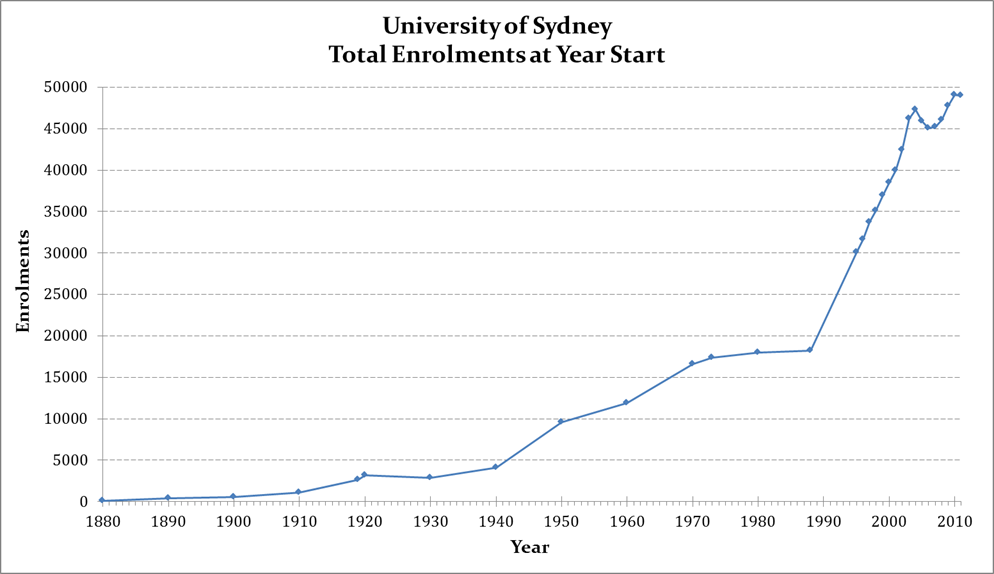
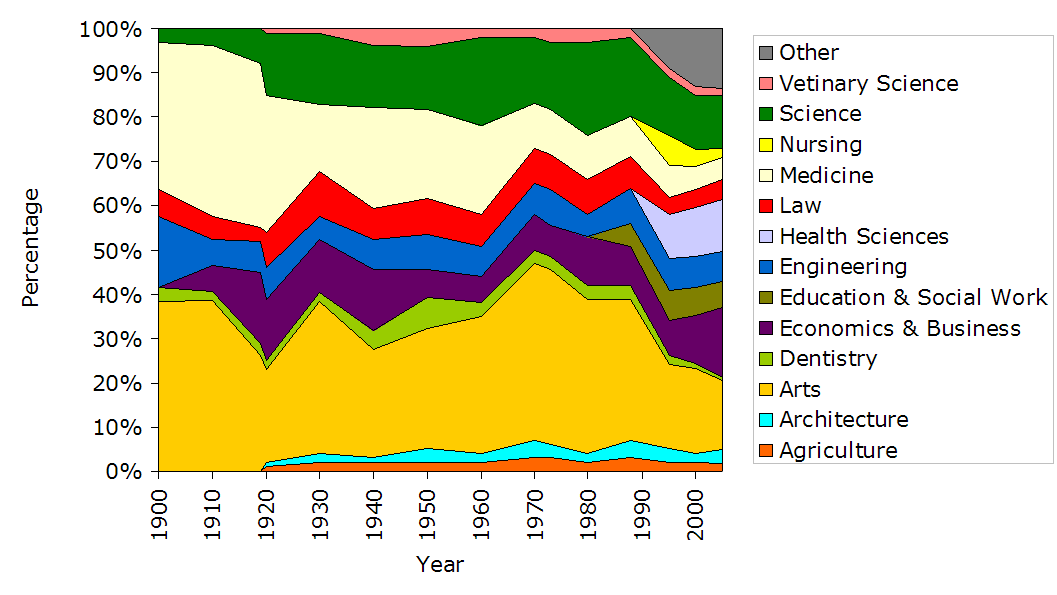